# Niedergörsdorf
Niedergörsdorf is een gemeente in de Duitse deelstaat Brandenburg, en maakt deel uit van de Landkreis Teltow-Fläming.
Niedergörsdorf telt 6.141 inwoners.